# 弗雷德里克·彼得松
弗雷德里克·彼得松（瑞典語：Fredrik Pettersson，1987年6月10日—），瑞典男子冰球运动员，场上位置是前锋。他曾代表瑞典国家队参加2018年冬季奥林匹克运动会冰球比赛，获得第5名。